# 新屯門中心

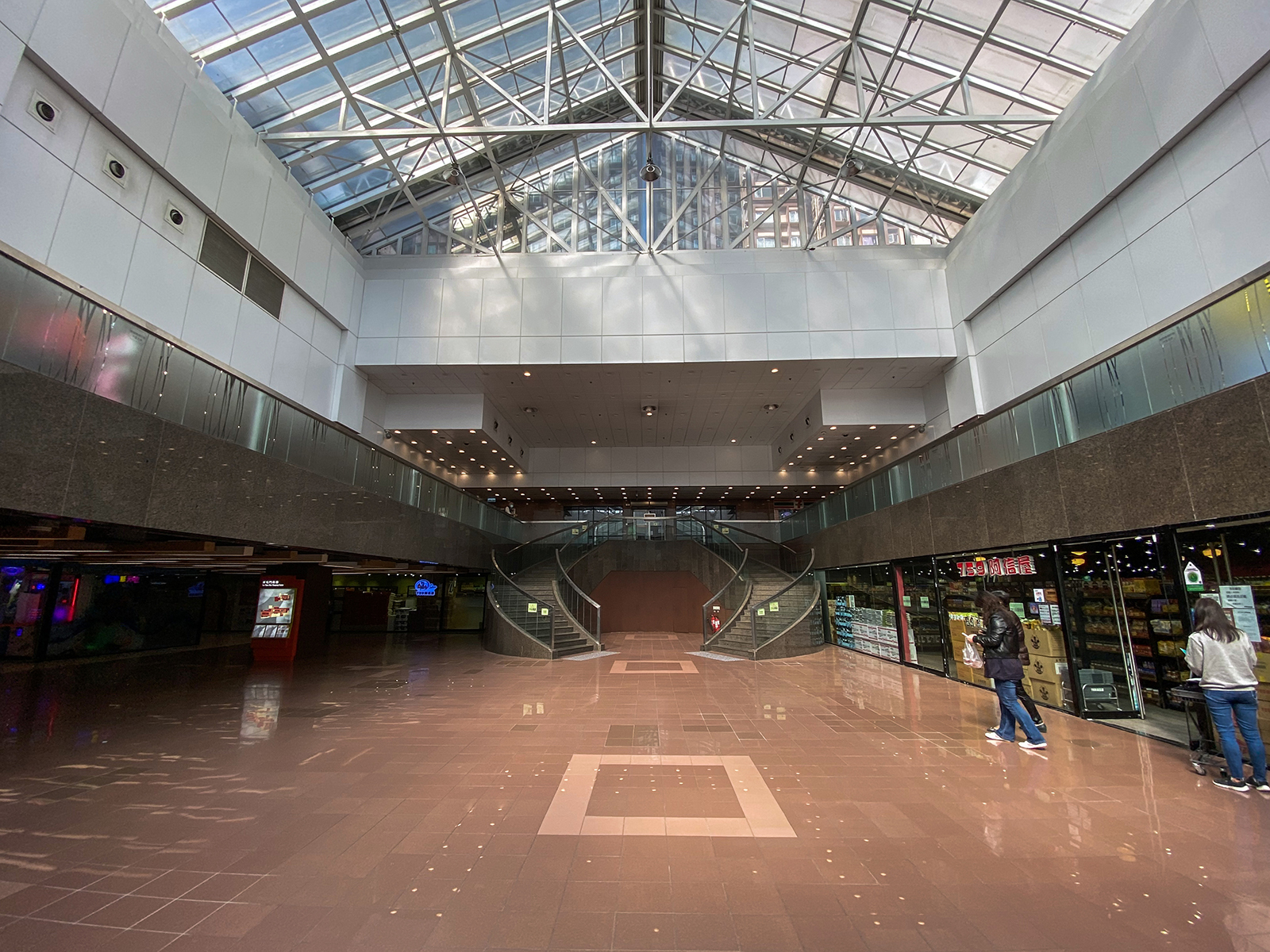
新屯門商場中庭天幕，樓梯上方為住宅入口

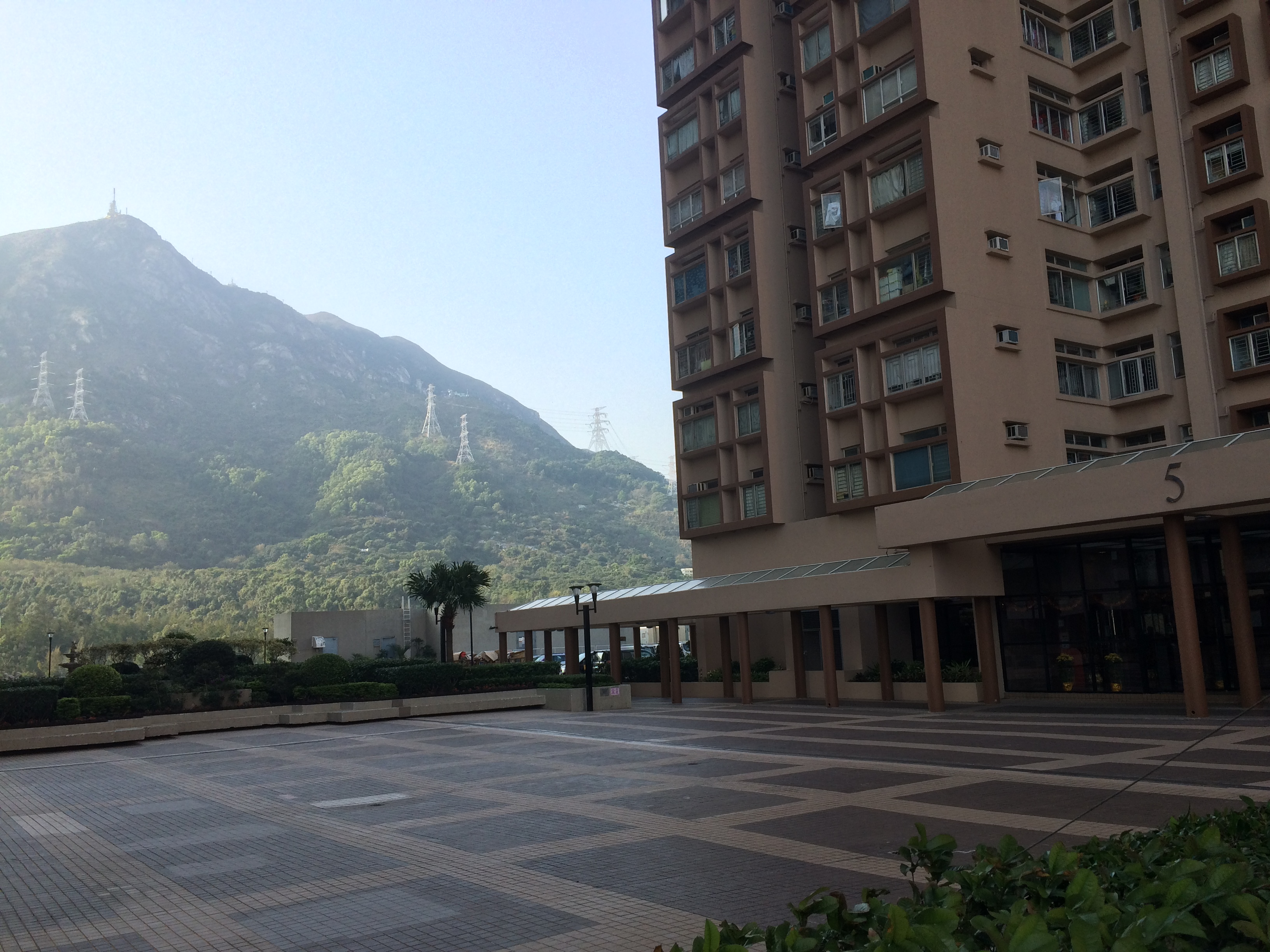
住戶平台花園（後方為香港三尖之一：青山）

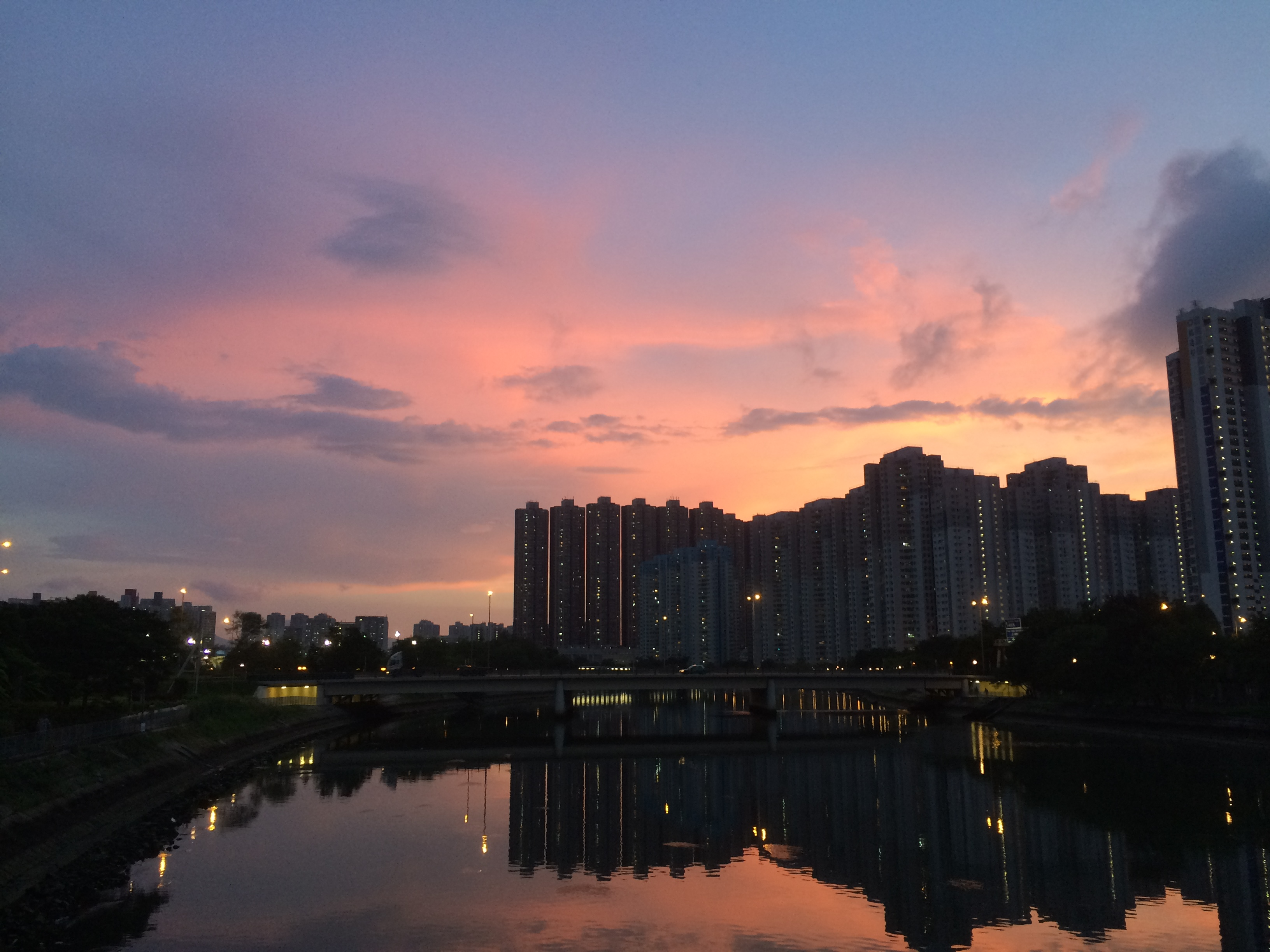
新屯門中心鄰近景色——屯門河畔（右方建築物順次序為龍逸邨、龍門居、富健花園、新屯門中心）

新屯門中心（英語：Sun Tuen Mun Centre），簡稱新屯中或STMC，是香港的一個私人屋苑，位於新界屯門區西南部散石灣填海地，是目前中原城市領先指數成份屋苑之一及屯門新市鎮第二高的建築物（2013年之前為屯門最高建築物，目前最高為瓏門）。屋苑是港鐵輕鐵車廠列車停泊區上蓋物業，由新鴻基地產與九廣鐵路公司合作發展，由劉榮廣伍振民建築師事務所設計，1986年連同新元朗中心一併批出發展權，至1988年開售，於1990年6月30日正式入伙。屋苑校網屬小學第70網，中學新界第3校網（屯門區），區議會屬屯門區議會的富新選區。兩鐵合併後，九鐵將其管理權售予港鐵公司，但實際管理工作仍外判予新鴻基地產旗下的啟勝管理服務。屋苑基座為輕鐵車廠（L1）、新屯門商場（L2-L3）、停車場（L2-L3）、幼稚園（L3）、社區中心和健身室（L3）、球場（L4）、游池（L4）及平台花園（連四個變壓器房）（L4），基座上有10幢住宅分前後兩排而建。每幢住宅樓高44層，合共提供3500個住宅單位。單位主要分為2房2廳及3房2廳兩款間隔，建築面積約500多至700多平方呎。另每個頂層備有2個3房2廳連天台花園單位，建築面積約800多平方呎。高層北面望屯門新市鎮、屯門河道、天水圍、深圳的景色，東南面更可遠眺青山灣、黃金海岸、青馬大橋、港島建築物等景色。

## 新屯門商場
新屯門商場原名為「便利城」，位於屋苑基座，商場樓高兩層，總樓面面積約為150,000平方呎，備有大量停車位。目前主要租戶包括中式酒樓、超級市場、食肆及日用品店。
| 酒樓                 | 喜雙逢酒家                 |                      |                   |                  |              |      |          |              |
| 超級市場             | 759阿信屋                  | 百佳                 | D. Food           | 愛蜜麗鮮果       | 味之戀人     |      |          |              |
| 便利店               | 7-11便利店                 |                      |                   |                  |              |      |          |              |
| 餐廳                 | 大家樂                     | 麥當勞               | PHD薄餅博士       | 百分百餐廳       | 荷蘭冰室     | 米籽 |          |              |
| 生活用品店           | AEON Daiso Japan           | 日本城               | 安安電業伍金      |                  |              |      |          |              |
| 家居裝修設計及傢俱店 | 碧華居傢俬裝飾設計         | 利達傢俬             | 雅居傢俬          |                  |              |      |          |              |
| 藥房                 | 屈臣氏                     |                      |                   |                  |              |      |          |              |
| 醫務所               | 社區綜合治療中心           | 劉子宏余建權牙醫診所 |                   |                  |              |      |          |              |
| 幼稚園               | 新一代英文幼稚園(屯門分校) |                      |                   |                  |              |      |          |              |
| 學前教育及補習中心   | 公文式龍門教育中心         | 卓越第一教育中心     | 發展潛能教育中心  | Amazing Playroom | 小畫家製作室 | 藝兒 | 碩士教室 | 勵展學習中心 |
| 理髮店               | I-Cut Hair Salon           | 15M單剪專門店        |                   |                  |              |      |          |              |
| 洗衣店               | 美景乾濕洗衣店             |                      |                   |                  |              |      |          |              |
| 麵包店               | 簡品堂                     |                      |                   |                  |              |      |          |              |
| 眼鏡舖               | 尊尚視力                   |                      |                   |                  |              |      |          |              |
| 美容店               | 為美美容減肥中心有限公司   |                      |                   |                  |              |      |          |              |
| 琴行                 | 青苗琴行                   |                      |                   |                  |              |      |          |              |
| 文具舖               | 楊浩文具精品店             |                      |                   |                  |              |      |          |              |
| 銀行櫃員機           | 香港上海滙豐銀行           | 渣打銀行             |                   |                  |              |      |          |              |
| 地產舖               | 祥益地產                   | 置安居               | 中原地產(已結業） |                  |              |      |          |              |
| 健身中心             | 24/7 FITNESS               |                      |                   |                  |              |      |          |              |
| 其他                 | 港鐵公司工程部辦公室       | 議員辦事處           | 歡樂新天地        |                  |              |      |          |              |

- 新屯門商場2樓經翻新的中庭
- 新屯門商場2樓AEON Living Plaza
- 新屯門商場2樓麥當勞
- 新屯門商場3樓商店
- 新屯門商場平面圖

## 住宅
新屯門中心建有10幢樓高1-44層的住宅，合共提供3,500個單位。單位面積由547呎至862平方呎，住宅實用率83%，間隔分為2房、3房（2廁）、3房（2廁連天台花園）。屋苑1-43樓單位面積格局大致相約，44樓不設F和G室，E和H室為特色戶，可擁有過百呎天台花園。
屋苑單位以開揚景觀聞名，北面可遠眺深圳景色，西面可享青山山景，南面可遠眺赤鱲角機場和東涌美景，東面可享青山灣及遠眺港島建築物（又稱為煙花景）。
- 住宅北面景觀（遠眺屯門北及深圳市）
- 在天朗氣清時可遠眺東面的九龍和香港島，近方住宅為黃金海岸
- 住宅東面夜景（遠眺香港島中環）
- 住宅南面景觀（遠眺香港國際機場）

## 屋苑和附近設施

### 屋苑設施
- 社區中心
- 自修室／會議室
- 多用途室（可供屋苑內私人租用）
- 健身室
- 室外網球場／羽毛球場
- 室內壁球場A
- 室內壁球場B／乒乓球室
- 乒乓球場A及B（第7、8座後）
- 兒童遊樂場
- 長者健身設施
- 石春徑
- 太極園
- 休閒平台
- 棋枱
- 游泳池
- 小型自耕農地
- 停車場（不足半小時免費，每小時$10，月租$1,600-只供住戶租用）

- 新屯門中心住戶平台花園
- 住戶健身室
- 住戶兒童遊樂場
- 住戶網球場

### 屋苑周邊設施
- 輕鐵輕鐵車廠站
- 巴士總站、巴士分站、的士站、小巴站

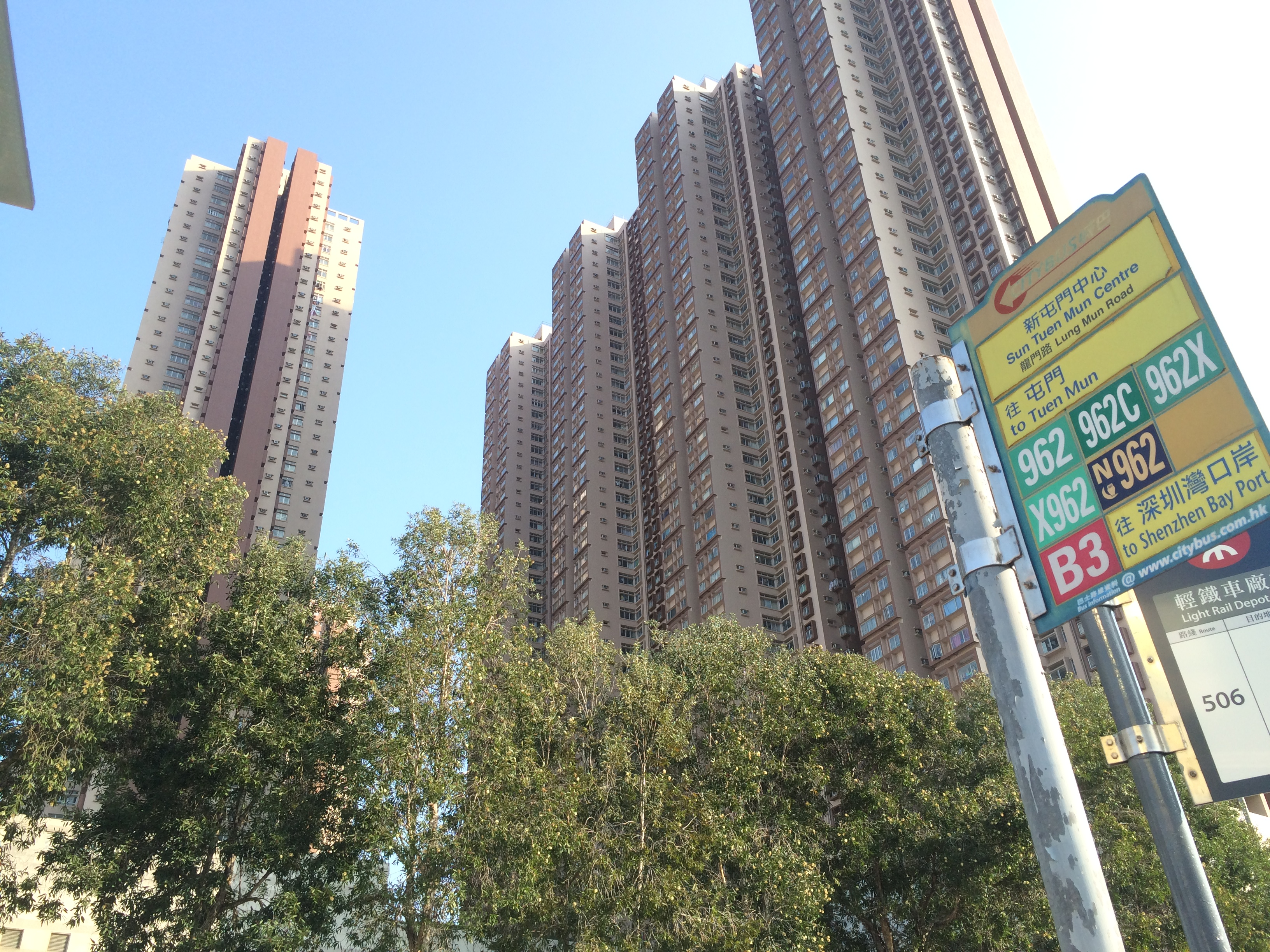
屋苑旁的巴士站

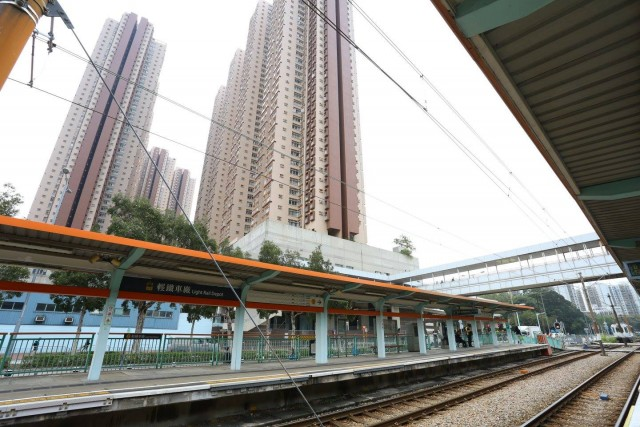
屋苑旁的輕鐵車廠站

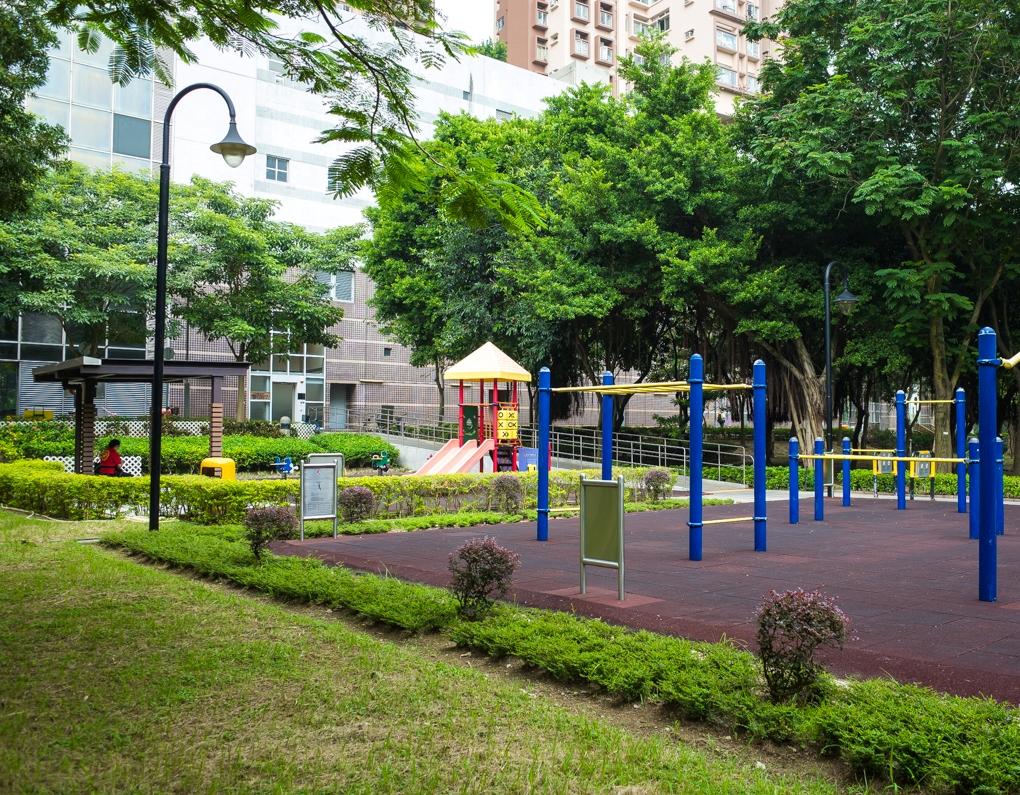
屋苑旁的湖山遊樂場

- 屯門康樂體育中心（設有屯門高爾夫球中心、屯門公眾騎術學校、歷奇公園及射箭暨門球場）
- 賽馬會屯門蝴蝶灣體育館（設有器械健身室、壁球場、籃球場、羽毛球場、舞蹈室）
- 湖山遊樂場I、II期（公園、單車埸、遊樂場、草地足球場、籃球場、小型山徑）
- 湖山河畔公園
- 單車徑（往蝴蝶灣或屯門站）
- 屯門游泳池（經屯義橋）
- 建造業訓練局工地及臨時巴士廠（九巴屯門南廠、城巴屯門車廠）（政府擬發展為區域大球場）[9]
- 港鐵屯門車廠（輕鐵及巴士車廠，公契名為「輕鐵總站」）、港鐵員工康樂會所

- 港鐵屯門車廠正門入口
- 屋苑旁的屯門交通安全城
- 屋苑鄰近屯門高爾夫球中心
- 屋苑鄰近屯門公眾騎術學校

## 大維修爭議

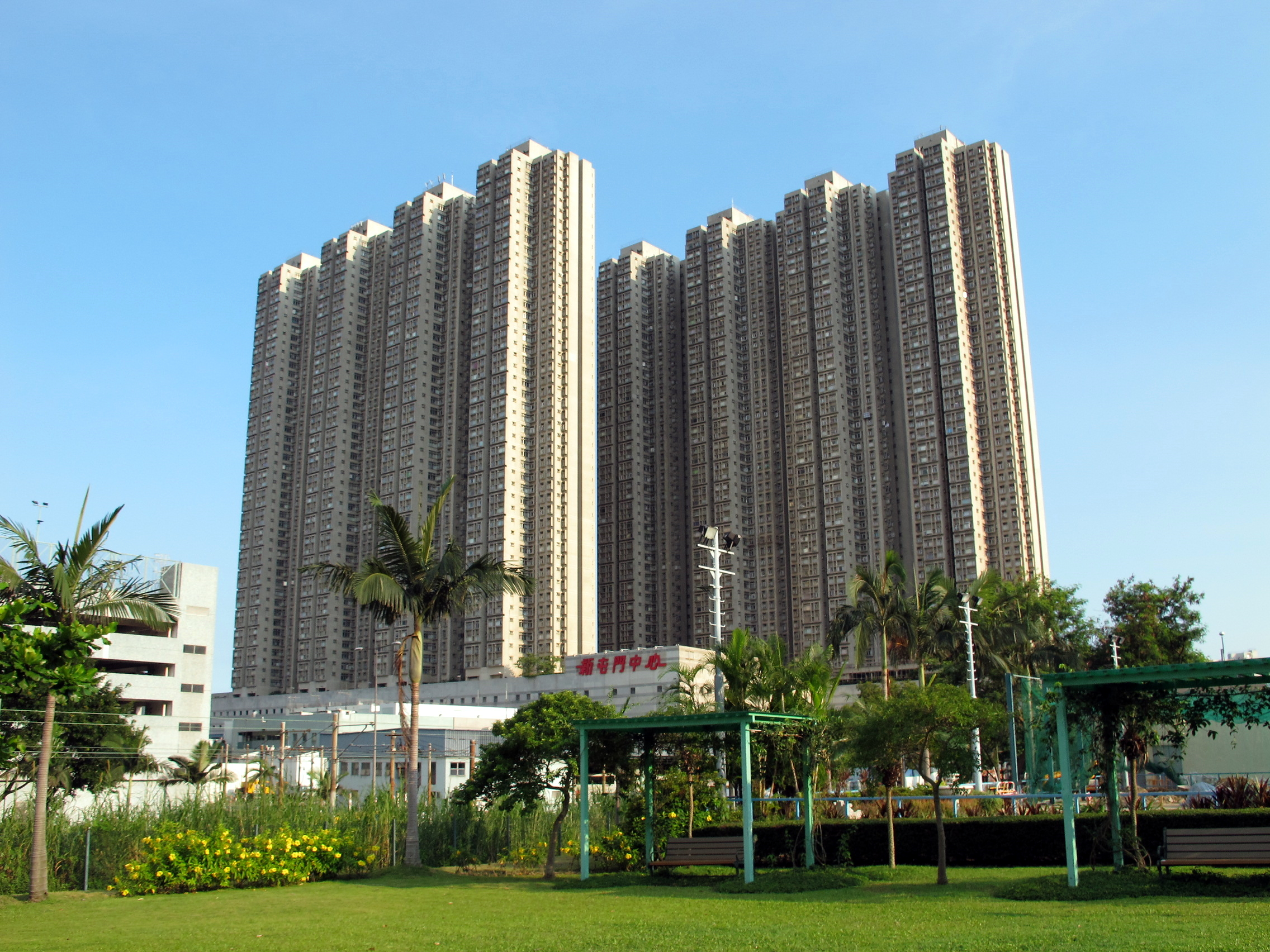
翻新前的新屯門中心（2012年）

2009年8月，新屯門中心業主立案法團決議通過大維修，隨即展開招標工程。
2011年12月18日，業主立案法團決議外牆加固防水維修方案（又名A3方案），涉及費用高達港幣1億3千萬元。
當時新屯門中心的居民和時任區議員龍瑞卿女士對大廈維修一事的爭議向業主立案法團作出激烈的反對及上門至新鴻基中心請願。
2012年下半年，部份屋苑業主不滿大維修工程每戶需約3萬7千元，認為費用過高，一度交由土地審裁處審理。
2013年1月4日，土地審裁處裁決主張A3方案的大廈法團勝訴，按法團會議決定由中標的德昌（文記）建築工程有限公司承辦，繼續進行大維修。
至2015年10月，屋苑大維修工程基本完成，全部座數的喉管和外牆全部更新，預計未來業戶可避免再受維修問題困擾。
- 新屯門中心入口
- 新屯門中心翻新後的第1、2、3、4、5座（2016年）

## 事件
1994年1月31日，屋苑第2座41樓一個單位發生氣體爆炸案，一名住戶開煤氣自殺引致猛烈爆炸，造成1死8傷。
2018年6月17日，屋苑第4座10樓一個三房單位揭發三屍倫常慘案。曾就讀香港中文大學護理學院，2015年已離校的23歲少女因濕疹折磨，在同月14日瀏覽「如何一刀刺穿別人心臟」及「如何以氦氣自殺」的網頁和在LIHKG討論區發帖文詢問後，在家中弒殺分別60歲和56歲父母胸口後再用膠袋套着頭部，並接駁一罐氦氣自殺。警方在場撿獲30厘米長染血兇刀，並在女兒房間撿獲遺書，透露不堪濕疹折磨，感到生不如死。屯門警區重案組接手調查案件，28歲長女事後接獲警方通知從內地趕回香港了解及處理事件。
2023年7月26日晚上11時許，最少5座住宅大廈突然停電，保安員擔心停電有人被困於升降機內而立即報案，消防接報後趕至現場，未有發現。由於晚上溫度超逾30度，不少居民在沒有冷氣及風扇的情況下，只好到平台乘涼。據報大廈保安員自行找外判工程師傅作緊急維修，居民得知後大讚、呼叫兼拍哂手話保安醒目。到27日凌晨，部份大廈恢復供電。中電發言人表示經初步調查後，懷疑蝴蝶邨有地底電纜發生故障引致大廈停電。

## 註解
1. ↑  由港鐵公司物業管理部，以「新屯門中心物業管理有限公司」名義外判[1]。

## 外部連結
- 新屯門商場網站 （页面存档备份，存于）
- 屋苑討論區
  - 親子王國 - 新屯中大維修事件討論區 （页面存档备份，存于）